# 1860 w sztukach plastycznych
Wydarzenia w sztukach plastycznych i wizualnych w 1860 roku.

## Malarstwo

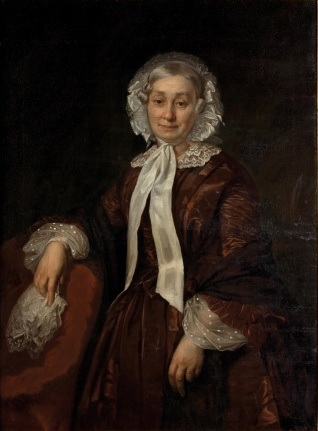
Józef Simmler, Portret Wilhelminy Schlosser

- Edgar Degas

Spartanie - olej na płótnie, 109,5x155 cm
- Aleksander Kotsis

Pogrzeb górala – olej na płótnie, 63x80 cm
Powrót juhasów z hali – olej na płótnie, 76x97,7 cm
Targ w Nowym Targu (ok. 1860) – olej na płótnie, 71,5x91,5 cm
- Józef Simmler

Portret Henrietty Wilhelminy Schlösser – olej na płótnie, 118x89 cm

## Urodzeni
- 2 stycznia – Józef Męcina-Krzesz (zm. 1934), polski malarz
- 18 lutego – Anders Zorn (zm. 1920), szwedzki malarz
- 11 kwietnia – Ferdynand Boberg (zm. 1946), szwedzki architekt
- 13 kwietnia – James Ensor (zm. 1949), belgijski malarz
- 14 maja – Bruno Liljefors (zm. 1939), szwedzki malarz
- 31 maja – Archibald Thorburn (zm. 1935), szkocki malarz i ilustrator
- 18 czerwca – Laura Muntz Lyall (zm. 1930), kanadyjska malarka
- 24 czerwca – Jan Stanisławski (zm. 1907), polski malarz
- 25 czerwca – Jan Sas-Zubrzycki (zm. 1935), polski architekt
- 22 lipca – Paul Gustave Fischer (zm. 1934), duński malarz
- 24 lipca – Alfons Mucha (zm. 1939), czeski malarz i grafik
- 10 sierpnia – Karl Moser (zm. 1936), szwajcarski architekt
- 7 września – Grandma Moses (zm. 1961), amerykańska malarka
- 30 października – Michaił Prozorow (zm. po 1914), rosyjski architekt
- 7 listopada – Paul Peel (zm. 1892), kanadyjski malarz
- 27 listopada – Axel Anderberg (zm. 1937), szwedzki architekt
- 28 grudnia – Lipót Baumhorn (zm. 1932), węgierski architekt
- Christian Thomsen (zm. 1921), duński rzeźbiarz
- Antonina Rożniatowska (zm. 1895), polska rzeźbiarka
- Jan Kauzik (zm. 1930), polski malarz
- Józef Moszyński (zm. 1914), polski architekt

## Zmarli
- 19 września – Robert Eberle (ur. 1815), niemiecki malarz
- 21 sierpnia – Kanuty Rusiecki (ur. 1800), polski malarz
- 22 sierpnia – Alexandre-Gabriel Decamps (ur. 1803), francuski malarz i grafik
- 31 października – Józef Kornhäusel (ur. 1782), austriacki architekt
- 6 listopada – Alojzy Reichan (ur. 1807), polski malarz i litograf
- 19 listopada – Károly Markó (ur. 1791), węgierski malarz
- 24 listopada – Ignacy Gierdziejewski (ur. 1826), polski rysownik i malarz
- 30 grudnia – Nicolaas Pieneman (ur. 1809), holenderski malarz i litograf
- Denis Auguste Raffet (ur. 1804), francuski malarz i grafik